# Paul Frederik af Mecklenburg-Schwerin (1800-1842)
 Der er flere personer med dette navn, se Paul Frederik af Mecklenburg-Schwerin. (Se også artikler, som begynder med Paul Frederik af Mecklenburg-Schwerin)
Storhertug Paul Frederik af Mecklenburg-Schwerin (tysk: Paul Friedrich, Großherzog von Mecklenburg-Schwerin) (15. september 1800−7. marts 1842) var storhertug af Mecklenburg-Schwerin fra 1837 til sin død i 1842.
Han var søn af Arvestorhertug Frederik Ludvig af Mecklenburg-Schwerin og efterfulgte sin farfar Storhertug Frederik Frans 1. i 1837.

## Biografi
Paul Frederik blev født den 15. september 1800 i Ludwigslust i Mecklenburg som ældste barn af Arvestorhertug Frederik Ludvig af Mecklenburg-Schwerin i hans første ægteskab med Storfyrstinde Helena Pavlovna af Rusland. I 1803, da han var tre år gammel, døde hans mor.
Han blev uddannet i Genève, Jena og Rostock. I 1819 blev han arvestorhertug, da hans far døde, og i 1837 efterfulgte han sin bedstefader, Storhertug Frederik Frans 1.
Hans regeringstid var præget af forbedringer i storhertugdømmets retsvæsen og infrastruktur. Blandt andet tog han initiativ til anlægget af en af de første jernbanestrækninger i Tyskland (indviet i 1847). Han var dog hovedsageligt interesseret i militære forhold og tilbragte det meste af sin tid med at eksercere sine tropper. Som midaldrende anlagde han en mere tilbagetrukken livsstil, og foretrak at tilbringe tiden i selskab med sin elskerinde.
Efter mere end tres år som hovedstad flyttede han regeringssædet fra Ludwigslust tilbage til Schwerin og planlagde her opførelsen af et nyt slot, da det gamle slot ikke længere levede op til kravene for en tidssvarende residens. Han døde dog kort efter byggeriets start.
Storhertug Paul Frederik døde den 7. marts 1842 i Schwerin som resultat af en forkølelse, han havde pådraget sig, da han ydede assistance under en brand i Schwerin. Han blev begravet i Schwerin Domkirke og blev efterfulgt som storhertug af sin søn Frederik Frans.

## Ægteskab og børn
Paul Frederik blev gift den 25. maj 1822 i Berlin med Prinsesse Alexandrine af Preussen. De fik tre børn:
- Frederik Frans (1823-1883), storhertug af Mecklenburg-Schwerin 1842-1883

∞ 1849 med Auguste af Reuss-Köstritz (1822-1862)
∞ 1864 med Anna af Hessen og ved Rhinen (1843-1865)
∞ 1868 med Marie af Schwarzburg-Rudolstadt (1850-1922)
- Louise (1824-1859)

∞ 1849 med Hugo, Fyrste af Windisch-Grätz (1823-1904)
1. Vilhelm (1827-1879)

- ∞1865 med Alexandrine af Preussen (1842-1906)